# Hugh Grosvenor, 7. Duke of Westminster

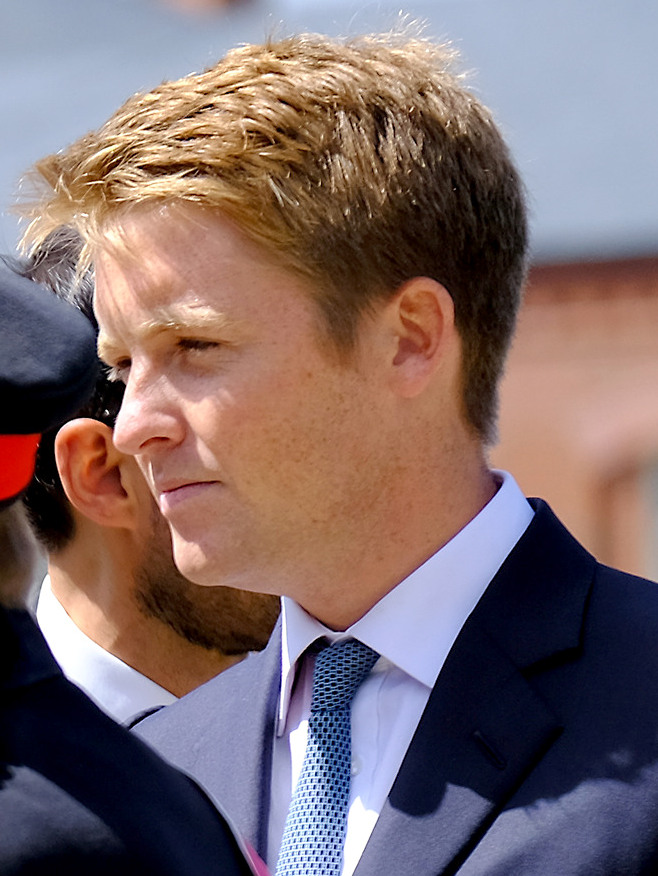
Hugh Grosvenor, 7. Duke of Westminster, 2018

Hugh Richard Louis Grosvenor, 7. Duke of Westminster (* 29. Januar 1991 in London) ist ein britischer Großgrundbesitzer und eine der reichsten Personen des Vereinigten Königreichs. 

## Leben und Wirken
Hugh Grosvenor ist der Sohn von Gerald Grosvenor, 6. Duke of Westminster. Grosvenor besuchte das Ellesmere College nahe Ellesmere in den West Midlands und studierte Landschaftsmanagement an der Newcastle University. Er arbeitete für die Vermögensverwalter Wheatsheaf Investment und Grosvenor Group sowie das Ökostromunternehmen bio-bean.
Der Herzog ist Vorsitzender des Kuratoriums der Westminster Foundation. Die gemeinnützige Stiftung unterstützt gefährdete Jugendliche und deren Familien.
Am 7. Juni 2024 heiratete Grosvenor die Managerin Olivia Henson in der Chester Cathedral.
Er ist Patensohn von König Charles III. und Taufpate der britischen Prinzen George of Wales und Archie of Sussex.

## Vermögen
Wesentlicher Bestandteil seines Vermögens ist Immobilieneigentum in den Londoner Stadtteilen Mayfair, Belgravia und Pimlico sowie in Cheshire, Lancashire und Schottland. Das Familienvermögen, dessen größten Teil er erbte, wurde 2016 auf 9,4 Mrd. Pfund geschätzt.